# Бизнес-ланч
Би́знес-ланч (англ. business-lunch) — удобная еда в обеденное время для занятых людей, она, как правило, быстрого приготовления и недорогая, сытная и вкусная, но не тяжёлая. Вид ланча (обеда в англоговорящих странах), включает набор из нескольких блюд, как правило супа, горячего с гарниром, салата и напитка. Бизнес-ланчи значатся в меню особым пунктом и чаще всего доступны к заказу в определённое время — с 12 до 15 часов. Во время этого обеда обсуждается бизнес с другими деловыми людьми или клиентами.
В деловой среде бизнес-ланч — это один из самых распространённых видов деловых встреч, среди которых также выделяют встречу менеджеров отрасли и встречу в неформальной обстановке.

## История
Термин «бизнес-ланч» заимствован из английского языка и в XX веке считался институцией, символизирующей Запад. Как правило, бизнес-ланч практикует средний класс. Как классовый образец поведения впервые появился в капиталистической Польше.
В XX веке бизнес-ланч так широко распространился, что в результате термин стал иногда употребляться неодобрительно, с иронией и издёвкой.

## Описание
Меню бизнес-ланча может изменяться еженедельно. У бизнес-ланча есть несколько преимуществ, ценных для занятых людей:
Небольшое время приготовления — блюда для бизнес-ланча каждое заведение подбирает таким образом, чтобы их можно было быстро сервировать и подать, соответственно, клиент мог поесть, уложившись в рамки небольшого обеденного перерыва.
Более выгодная по сравнению с остальным меню цена — полноценный бизнес-ланч обходится относительно недорого, снижение стоимости иногда достигается за счёт уменьшения порций, а в других случаях — благодаря массовому приготовлению блюд.
Сегодня почти в любом заведении общественного питания любого типа (ресторан, кафе, столовая и другое) реализуются бизнес-ланчи. Они позволяют привлечь постоянных гостей в заведение, упростить меню. Поскольку в каждой стране существует свой язык, культура, то и бизнес-ланчи соответственно отличаются количеством и типом блюд.